# Punycode
Punycode är en metod för att uttrycka strängar i Unicode med bara tecknen a–z, 0–9 samt bindestreck. Strängen ”räksmörgås” blir med punycode ”rksmrgs-5wao1o”. Punycode utvecklades för att möjliggöra internationella domännamn, IDN. I ett IDN markeras en punykodad sträng med prefixet ”xn--”, så ”räksmörgås.se” blir ”xn--rksmrgs-5wao1o.se”, men prefixet är inte en del av punycode. Det är inte meningen att punykoden ska vara synlig för användaren, utan program som förstår punycode ska avkoda strängen och visa den som vanlig text.
Detaljerna i Punycode finns beskrivna i RFC 3492.